# 땅끝시외버스정류장
땅끝시외버스정류장은 전라남도 해남군 송지면 땅끝마을길 70-14 (송호리)에 위치한 시외버스정류장이다.

## 운행 노선
운행 노선은 목포행과 광주행으로 분류할 수 있으며, 모든 노선이 해남을 경유한다.
| 운행 노선   | 운행업체 | 운행구간 | 운행구간 | 운행구간 | 경유지          | 배차 간격 |
| ----------- | -------- | -------- | -------- | -------- | --------------- | --------- |
| 땅끝 ↔ 광주 | 금호고속 | 땅끝     | ↔        | 광주     | 직통 : 2회 운행 |           |

### 농어촌버스
- 해남군의 농어촌버스 시간표[깨진 링크(과거 내용 찾기)]

## 특이 사항
- 승차권은 시외버스정류장 건너편에 있는 땅끝슈퍼 건어물판매장에서 판매한다.